# Çaldiran
Çaldiran (antigament Čaldiran) és una plana al nord-oest de l'Azerbaidjan iranià a la frontera amb Turquia, famosa per la batalla decisiva lliurada el 23 d'agost de 1514 en què els otomans van obtenir una gran victòria sobre els safàvides perses.
La campanya va posar fi a l'amenaça persa sobre l'Àsia Menor otomana per força temps, però els safàvides en la seva retirada van emprar la tàctica de la terra cremada, i encara que Selim I va poder entrar a Tabriz el 7 de setembre, a cap d'una setmana es va retirar cap als seus quarters d'hivern a Amasya. A l'any següent els otomans van poder annexionar l'emirat de Dhu l-Kadr (centrat a Elbistan) i ocupar el Kurdistan i el Diyar Bakr.